# 70-я морская стрелковая бригада
70-я отдельная морская стрелковая бригада (70 оморсбр) — воинское соединение Вооружённых сил СССР в Великой Отечественной войне.

## История
Бригада формировалась на станциях Колония, Калачинск и Кормиловка Омской области (Сибирский военный округ) осенью 1941 года, из курсантов военно-морских училищ и моряков Тихоокеанского флота.
В начале января 1942 года прибыла на рубеж реки Свирь, с 10.01.1942 года участвовала в боях на Свирском оборонительном рубеже.
В дальнейшем, до начала Свирско-Петрозаводской наступательной операции 1944 года вела активную оборону рубежа.
В ходе Свирско-Петрозаводской наступательной операции 18.06.1944 года бригада сосредоточилась в 12 километрах южнее Новой Ладоги, будучи предназначенной для участия в Тулоксинской десантной операции. 22.06.1944 года в 15-25 бригада в количестве 3600 человек вышла из Новой Ладоги на кораблях Ладожской военной флотилии и на рассвете 23.06.1944 года высадилась в междуречье Тулоксы и Видлицы, в это же день закрепилась на рубеже, захватив 3 орудия с тягачами и 8 автомашин. Бригада вышла на севере к середине перешейка у озера Линдоя, перерезала шоссейную и железную дороги и подошла к реке Видлица. К исходу дня противнику удалось сосредоточить в районе высадки превосходящие силы. Стремясь сбросить морских пехотинцев в озеро, вражеские войска перешли в контратаку, однако бригада рубеж удержала, несмотря на 16 атак в течение дня. В полночь 27.06.1944 года бригады после встречной атаки соединились с частями 114-й стрелковой дивизии, наступавшей со стороны Олонца, и продолжили наступление на Верхнюю Видлицу и Большие Горы
Сохранились удивительные документы той поры — написанные между боями клятвы бойцов 70-й морской стрелковой бригады.
«Я, красноармеец Лашевич Иван, отправляясь на выполнение боевого задания, клянусь, что буду драться с врагом до последнего дыхания, чтобы выполнить приказ командования и долг перед Родиной. Буду драться, как это положено коммунисту».
Сержант Писарев, уходя в бой, написал «Я обязан отомстить врагу за своих трёх братьев, павших от рук палачей».

«Клянусь драться с врагом, не щадя своей жизни, за полное освобождение нашей прекрасной Родины» — такую записку вложил в свою кандидатскую карточку автоматчик третьего отдельного стрелкового батальона Александр Мошкин, геройски погибший 24 июня.
21.07.1944 года бригада автотранспортом переброшена в район Суоярви. С 04.08.1944 года участвует в боях в полосе 289-й стрелковой дивизии. 05.09.1944 года прекратила боевые действия и переброшена в район Медвежьегорска, затем в Заполярье, совершила марш к линии фронта, за реку Западная Лица.
С 06.10.1944 года участвует в Петсамо-Киркенесской операции, участвует в освобождении Печенги. Бригаде было приказано по бездорожью в тундре обойти правый фланг обороны вражеского горнострелкового корпуса и к исходу третьего дня операции, выйдя на его тылы, перерезать дорогу Пильгуярви — Луостари. После выхода в район сосредоточения бригаде было приказано после переправы через реку Печенгу усилить 126-й лёгкий стрелковый корпус на рубеже западнее Луостари и не допустить прорыва противника на Салмиярви и Никель. Затем бригаде была поставлена задача в ночь на 13.10.1944 года пересечь дорогу Луостари — Салмиярви и не допустить отхода войск противника.
Участвовала в освобождении Печенги и Никеля.
Затем бригаде была поставлена задача преодолеть заболоченную пойму Потсйоки в направлении Меникко — Стенбак, форсировать реку на подручных средствах и перехватить пути отступления 163-й пехотной и 2-й горнопехотной дивизий немцев. Преследовала врага в течение 3 суток, после чего прекратила боевые действия и пешим маршем пришла на станцию Кола
В январе 1945 года бригада переформирована в горнострелковую.
В марте 1945 года приняла участие в Моравско-Остравской наступательной операции.
Закончила войну участием в Пражской операции.

## Полное название
70-я отдельная морская стрелковая Печенгская Краснознамённая ордена Красной звезды бригада
На окончание войны
70-я горнострелковая Печенгская Краснознамённая ордена Красной звезды бригада

## Подчинение
| Дата            | Фронт (округ)           | Армия                 | Корпус (группа)                     | Примечания                   |
| --------------- | ----------------------- | --------------------- | ----------------------------------- | ---------------------------- |
| 01.11.1941 года | Сибирский военный округ |                       |                                     |                              |
| 01.12.1941 года | Сибирский военный округ |                       | -                                   |                              |
| 01.01.1942 года | Резерв Ставки ВГК       |                       |                                     |                              |
| 01.02.1942 года |                         | 7-я армия             |                                     |                              |
| 01.03.1942 года |                         | 7-я армия             |                                     |                              |
| 01.04.1942 года | -                       | 7-я армия             |                                     |                              |
| 01.05.1942 года | -                       | 7-я армия             |                                     |                              |
| 01.06.1942 года | -                       | 7-я армия             |                                     |                              |
| 01.07.1942 года | -                       | 7-я армия             |                                     |                              |
| 01.08.1942 года | -                       | 7-я армия             |                                     |                              |
| 01.09.1942 года | -                       | 7-я армия             |                                     |                              |
| 01.10.1942 года | -                       | 7-я армия             |                                     |                              |
| 01.11.1942 года | -                       | 7-я армия             |                                     |                              |
| 01.12.1942 года | -                       | 7-я армия             |                                     |                              |
| 01.01.1943 года | -                       | 7-я армия             |                                     |                              |
| 01.02.1943 года | -                       | 7-я армия             |                                     |                              |
| 01.03.1943 года | -                       | 7-я армия             |                                     |                              |
| 01.04.1943 года | -                       | 7-я армия             |                                     |                              |
| 01.05.1943 года | -                       | 7-я армия             |                                     |                              |
| 01.06.1943 года | -                       | 7-я армия             |                                     |                              |
| 01.07.1943 года | -                       | 7-я армия             |                                     |                              |
| 01.08.1943 года | -                       | 7-я армия             |                                     |                              |
| 01.09.1943 года | -                       | 7-я армия             |                                     |                              |
| 01.10.1943 года | -                       | 7-я армия             |                                     |                              |
| 01.11.1943 года | -                       | 7-я армия             |                                     |                              |
| 01.12.1943 года | -                       | 7-я армия             |                                     |                              |
| 01.01.1944 года | -                       | 7-я армия             |                                     |                              |
| 01.02.1944 года | -                       | 7-я армия             |                                     |                              |
| 01.03.1944 года | Карельский фронт        | 7-я армия             |                                     |                              |
| 01.04.1944 года | Карельский фронт        | 7-я армия             |                                     |                              |
| 01.05.1944 года | Карельский фронт        | 7-я армия             |                                     |                              |
| 01.06.1944 года | Карельский фронт        | 7-я армия             |                                     | с 08.06.1944 — в составе 4СК |
| 01.07.1944 года | Карельский фронт        | 7-я армия             | 4-й стрелковый корпус               |                              |
| 01.08.1944 года | Карельский фронт        | 32-я армия            |                                     |                              |
| 01.09.1944 года | Карельский фронт        | 32-я армия            |                                     |                              |
| 01.10.1944 года | Карельский фронт        | 14-я армия            | 127-й лёгкий горнострелковый корпус |                              |
| 01.11.1944 года | Карельский фронт        | 14-я армия            | 127-й лёгкий горнострелковый корпус |                              |
| 01.12.1944 года | Резерв Ставки ВГК       | 19-я армия            | 126-й лёгкий горнострелковый корпус |                              |
| 01.01.1945 года | Резерв Ставки ВГК       | 19-я армия            | 127-й лёгкий горнострелковый корпус |                              |
| 01.02.1945 года | Резерв Ставки ВГК       |                       | 127-й лёгкий горнострелковый корпус |                              |
| 01.03.1945 года | 4-й Украинский фронт    | 38-я армия            | 127-й лёгкий горнострелковый корпус |                              |
| 01.04.1945 года | 4-й Украинский фронт    | 38-я армия            | 127-й лёгкий горнострелковый корпус |                              |
| 01.05.1945 года | 4-й Украинский фронт    | 1-я гвардейская армия | 127-й лёгкий горнострелковый корпус |                              |

## Состав
- 3 отдельных стрелковых батальона;
- отдельный артиллерийский дивизион полковых пушек
- отдельный противотанковый батальон
- отдельный миномётный дивизион
- отдельная рота автоматчиков
- разведывательная рота
- рота противотанковых ружей
- взвод ПВО
- отдельный батальон связи
- сапёрная рота
- автомобильная рота
- медико-санитарная рота.

## Командиры
- Анфимов Пётр Дмитриевич (03.11.1941 — 08.12.1943), полковник
- Блак Александр Васильевич (15.02.1944 — 10.06.1944)
- Кантария Енук Иванович (10.06.1945 — 13.10.1945)

## Награды и наименования
| Награда (наименование)             | Дата награждения                                                         | За что получена |
| ---------------------------------- | ------------------------------------------------------------------------ | --- |
| Орден Красного Знамени             | Указ Президиума Верховного Совета СССР от 2 июля 1944 года               | За образцовое выполнение заданий командования в боях с немецко-финскими захватчиками при форсировании реки Свирь, прорыве сильно укреплённой обороны противника и проявленные при этом доблесть и мужество. |
| Почётное наименование «Печенгская» | Приказ Верховного Главнокомандующего СССР № 0354 от 31 октября 1944 года | За отличие в боях при овладении городом Петсамо (Печенга). |
| Орден Красной Звезды               | Указ Президиума Верховного Совета СССР от 14 ноября 1944 года            | За образцовое выполнение заданий командования в боях с немецкими захватчиками, за освобождение района Никель, Ахмалахти, Сальмиярви и проявленные при этом доблесть и мужество.                             |

## Воины бригады
- Пьяный Василий Иванович . капитан-лейтенант; лейтенант 70 морская стрелковая бригада
- Кук, Василий Семёнович. Командир отделения 10-го отдельного стрелкового батальона, старший сержант. Герой Советского Союза. Звание присвоено 21.07.1944 года за бои в ходе Тулоксинской десантной операции. С другим бойцом прикрывал стык между ротами, не допуская выхода противника на их фланги и в тыл.
- Мошкин, Александр Иванович, старший матрос, автоматчик 70-й морской стрелковой бригады. Герой Советского Союза. Звание присвоено 21.07.1944 года за бои в ходе Тулоксинской десантной операции.
- Худанин, Фёдор Николаевич, старший сержант, командир орудия отдельного истребительно-противотанкового дивизиона.
- Шаренко, Василий Петрович. Командир противотанкового орудия 70-й морской стрелковой бригады, старшина Герой Советского Союза. Звание присвоено 21.07.1944 года за бои в ходе Тулоксинской десантной операции. В бою со вражескими автоматчиками вышли из строя все бойцы расчёта. Оставшись один, Шаренко В. П. сражался до подхода подкрепления и удержал занятый рубеж.

## Память
- В Омске в составе военно-патриотического комплекса «Черёмушки» имеется стела с записью о бригаде.
- В г. Калачинске Омской области названа улица в честь 70-й морской стрелковой Печенгской бригады.